# L'Affaire de la pensée
Pour des articles plus généraux, voir Martin Heidegger et La philosophie de Martin Heidegger.
Le petit opuscule Zur Frage nach der Bestimmung der Sache des Denkens, en français L'Affaire de la pensée, est une rédaction augmentée d'un discours tenu par Martin Heidegger, le 30 octobre 1965 sous l'appellation Das Ende des Denkens in der Gestalt der Philosophie en l'honneur du psychiatre suisse Ludwig Binswanger.
La traduction littérale du titre allemand du discours fait état d'une possible fin de la pensée sous sa forme philosophique et c'est bien dans le sens de cette problématique que s'engage l'auteur en s'interrogeant sur ce qui requiert la pensée et la détermine maintenant, appel spécifique dénommé Anspruch,  qui constitue l'« affaire de la pensée » (p.13),.

## La fin de la philosophie
Bien qu'il y participe l'homme n'est pas celui qui de son propre chef requiert et détermine la pensée. 
Dans la note (4), revenant sur le sens de l'Anspruch, Heidegger voit cet appel « comme le mode en lequel ce qui est proprement l'« affaire de la pensée » vient la concerner au sein même de la « Parole », die Sprache » (p.14). À travers la thèse de la fin de la pensée traditionnelle sous sa forme philosophique et plus précisément de la métaphysique, se décide le destin de la philosophie mais non le destin de la pensée « car il est toujours possible que dans la fin de la philosophie , un autre commencement de la pensée se réserve » (p.14).
S'agissant de la signification qu'il donne au mot « fin » dans l'expression « fin de la pensée », Heidegger précise qu'il s'agit de l'entendre non comme quelque chose qui va cesser d'être, mais comme « le lieu d'aboutissement où quelque chose va se rassembler en son ultime possibilité » (p.15). À ce titre il s'agit non d'une chose inachevée mais d'un « accomplissement », commente le traducteur, « la philosophie est pleinement ce qu'elle est », note (9). Aboutir, équivaut pour la philosophie à accomplir sa destinée, eu égard au chemin emprunté et aux premiers pas depuis son origine (p.15).

## La société cybernétique
Dans sa possibilité ultime la philosophie se décompose, sich auflöst, en sciences particulières (psychologie, anthropologie, logique ...) qui rompent avec elle leurs anciens liens, et prennent leur indépendance. Toutefois, estime Heidegger, avec la cybernétique, que l'on peut définir comme « une théorie qui a pour objet la prise en main de la planification possible et de l'organisation du travail », un nouveau processus d'unification, « purement technique et sans interrogation sur les fondements, est à l'œuvre ». La cybernétique assure l'unité de perspective qui enjoint de « tout préparer et produire » (p.16). Des modèles strictement opératoires, ne prétendant plus représenter les choses elles-mêmes (note 15), se substituent aux anciennes catégories comme le fondement, la cause ou l'effet. La vérité n'est plus dans l'adéquation mais dans l'effet et « la possibilité de répéter de façon strictement concordante la même expérience x fois » (note 15). Seul l'homme qui s'entend comme être historique et libre fait momentanément obstacle à la pleine extension du mode de penser cybernétique (p.17). 
Toutefois la décomposition de la philosophie en sciences autonomes, oublieuses de leur origine, n'est pour Heidegger, qu'un symptôme de la « fin de la philosophie ».« La fin de la philosophie se dessine comme le triomphe de l'équipement d'un monde en tant que soumis aux commandes d'une science technicisée et de l'ordre social qui correspond à ce monde ». Heidegger comprend la technique moderne comme un mode spécifique du dévoilement du réel qui se manifeste essentiellement par la mise en place d'une structure de commande, en vue de mettre le réel à disposition. Ainsi dévoilé, le réel peut, en tant que « fonds disponible », être rationnellement exploité. Pour l'homme contemporain, tout ce qui est présent, y compris lui-même, l'est sur ce mode.
Dans la phase ultime, le sens même de l'objectivité se trouve dissout. L'étant-présent ne se rencontre plus comme objet mais comme « fonds disponible sommé sous la figure du Gestell mis en demeure, réservé et préposé à ...ou commis à... » (note 20). Dès lors, tout étant présente le caractère de la « commissibilité absolue », que Heidegger entend à la fois, comme s'étendant à tout de façon englobante, et comme détaché d'avec les choses (détaché de leur ancien concept de « chose ») (note 21). Les « fonds disponibles » sont essentiellement constituables, livrables et remplaçables en tout temps, à toutes fins, ils sont recueillis afin de tirer profit des qualités et composantes qui les constituent, leur seule consistance ontologique, leur « être » est leur « commissibilité » en quoi ils se distinguent même des anciens objets par leur inconstance et la rapidité de leur déclassement en de perpétuelles nouveautés (p.19). Ce passage généralisé de l'objectivité à la « commissibilité » est la condition nécessaire à l'installation de la représentation cybernétique du monde (p.20).

## La tâche de la pensée et la pensée à venir
La question de savoir s'il s'agit ou non de la fin de la philosophie, ne peut être sérieusement tranchée que si l'on s'interroge sur ce qui fait le propre de la philosophie depuis son début, à savoir celle qui porte sur l'étant en tant qu'il est et comment il est (p.18). Dans une longue et complexe note (18), le traducteur donne son interprétation de deux termes allemands das Anwesende, l'étant-présent (venant se déployer auprès) et die Anwesenheit, la présence-même, tous deux dérivés de Anwesen, qu'Heidegger entend comme un « venir se déployer auprès », que l'on peut encore entendre résonner dans notre terme de présence. Die Anwesenheit se démarque de das Anwesende afin que ressorte la « pure brillance de la présence », la présence-même. 
Pour les Grecs, l'important c'est moins l'étant-présent que l'étant advenant à la présence, et inversement le passage de la présence à l'absence, surgir et disparaître, naître et passer. La τέχνη  des grecs accompagne, prolonge le dévoilement de la φύσις mais ne consiste jamais à l'agresser tout au contraire de la modernité qui a pour dominante la provocation généralisée. 
Dans l'histoire de la philosophie de nombreuses interprétations « de la présence-même de l'étant-présent » en son accomplissement se sont succédé (la substance, l'objet de l'ego, la volonté de puissance, la valeur) , la fin de la philosophie pourra être considérée comme atteinte qu'avec son ultime possibilité (p.18). Pour preuve de cette évolution, note Heidegger, le concept d'objet et d'objectivité n'existait pas dans la pensée grecque. La présence-même, au sens de l'objectivité démarre avec Descartes qui implique la subjectivité du sujet humain laquelle subjectivité forme le domaine à partir duquel toute objectivité prend place  (p.18).
Sous la figure ultime de la « commissibilté absolue », la philosophie ne fait qu'obéir à l'indication qui lui vient de son origine et « qui la vouait à penser la présence-même de l'étant conformément à la manière dont la présence-même parle à la pensée ». De cette évolution les philosophes ne sont pas les maîtres, ils ne peuvent que répondre par la parole à ce qui s'est modifié dans la présence-même (p.21). Heidegger conclut « là où domine la commissibilité de l'étant-présent, dans cette domination elle-même, la puissance de mise en demeure provocante vient à la lumière, dans la mesure où elle met avant tout l'homme lui-même en demeure de mettre en sûreté tout étant-présent, et donc lui-même, dans sa commissibilité » (p.22). Contrairement aux apparences, livré à la puissance de l'étant-présent, l'homme, n'est pas le maître de la technique ; requis, mis en demeure il est lui-même, comme fonds disponible, « mis en usage » (p.22).
Il devient patent, que, dissimulant sa provenance, « une puissance de mise en demeure provoque la commissibilité » irrésistible de l'entièreté de l'étant. À l'œuvre dans la modernité technicienne, elle implique avec son accomplissement « la fin de la philosophie » ; pour Heidegger, la détermination de cette puissance, ne peut relever que d'une pensée autre, qui nous conduit hors de la métaphysique, et pour laquelle, non pas l'étant-présent, mais la « présence-même comme telle », redeviendrait comme à l'époque des Grecs, seule digne de question (p.23).
Pour Heidegger, la dernière configuration technique de la métaphysique occidentale, s'est déployée dans la perpétuation de l'oubli de quelque plus intime possibilité de la pensée grecque qu'il s'agit de retrouver, à même la déconstruction de la tradition, dans ce qui constitue la tâche la plus intime de la pensée. 
La philosophie qui pense l'étant use depuis Platon, de la métaphore de la lumière. Heidegger qui s'était aussi inspiré au tout début de cette métaphore l'abandonne ici expressément, tout en conservant l'idée d'éclaircie et l'image de la clairière ; il  interprète dorénavant la Lichtung à partir de son deuxième sens allemand à savoir  « lieu où se libère, lieu où s'affranchit, lieu qui se libère de toute contrainte ». En conséquence, la Lichtung n'éclaire pas seulement , « elle octroie la présence-même ». Avec cette nouvelle interprétation, on comprend mieux l'assimilation du Dasein, « l'éclairé qui éclaire », à la clairière que l'on trouve dans Être et Temps (SZ p. 133).
Penser la Lichtung comme ce qui octroie la présence même, en quoi et comment elle libère les choses sur le mode de l'espace et du temps (p.26), ne relève plus de la métaphysique mais d'une autre pensée, d'une « pensée à venir »  selon l'expression de Françoise Dastur. En point d'orgue à ce texte difficile, Heidegger rappelle le long chemin parcouru qui depuis Être et Temps l'a conduit à revenir en arrière sur son affirmation : « Le Dasein de l'homme est lui-même la Lichtung » du § 28 d'Être et Temps. Si le Dasein est la Lichtung pour la présence-même en tant que telle c'est-à-dire pour l'étant, c'est la Lichtung qui est le Dasein en l'avérant comme cet « être-le-là » (voir Lettre sur l'humanisme), qu'il est.